# Ruine Forchtenberg
Die Ruine Forchtenberg ist die Ruine einer mittelalterlichen Höhenburg bei Forchtenberg im Hohenlohekreis im nördlichen Baden-Württemberg.

## Geschichte
Als Erbauer der Burg gilt Konrad von Dürn, der 1210 (nach anderer Quelle: um 1216/17) Mechthild, eine Tochter des letzten Grafen von Lauffen Boppo (V.), heiratete. Mit Boppos Tod 1216–1219 kam Konrad in den Besitz des Ortes Wülfingen am Kocher nahe der Mündung der Kupfer, und er erhielt außerdem im Umland weiteren Besitz.
Zur Festigung seines Besitzes erbaute Konrad auf einem Bergsporn am gegenüberliegenden Kocherufer die Burg, die bis 1234 fertiggestellt war. Im Zusammenhang mit dem Bau der Burg steht auch die Gründung der unterhalb der Burg gelegenen und 1298 erstmals erwähnten Stadt Forchtenberg, zu deren Gunsten das ältere Wülfingen aufgegeben wurde. Burg und Stadt wurden unter Konrads Nachfahren weiter ausgebaut und kamen kurz vor dem kinderlosen Tod von Konrads Enkel Ruprecht im Jahr 1323 an Kraft II. von Hohenlohe. Das Haus Hohenlohe nutzte die 92 Meter lange und bis zu 50 Meter breite Burg nur zeitweilig als Residenz (nach 1367 kurzzeitig für Ulrich von Hohenlohe) und als Witwensitz und richtete dann dort den Sitz der hohenlohischen Amtmänner und die Lagerstätten für den Zehnten ein. Zur Zeit der Renaissance wurde die Burg schlossartig ausgebaut.

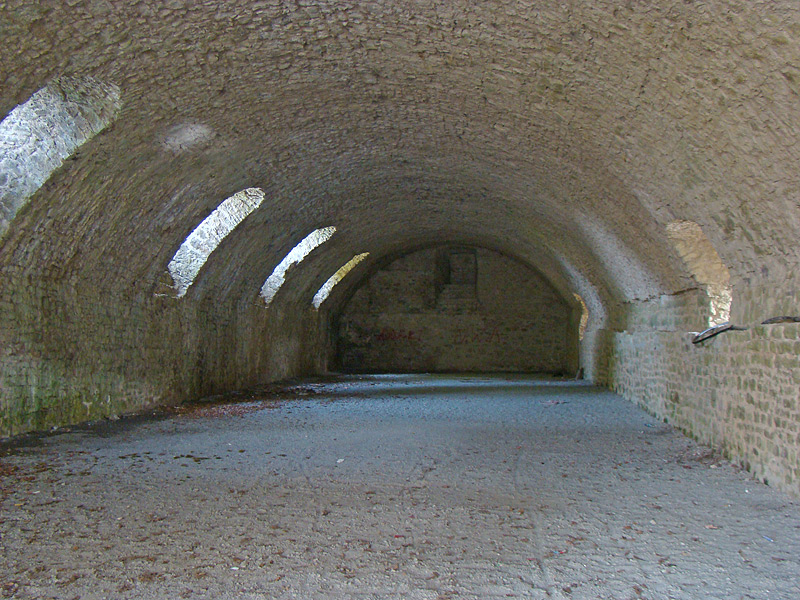
Blick in den nach 1680 erweiterten großen Keller

Die Anlage wurde im Dreißigjährigen Krieg vermutlich von schwedischen Truppen in Brand geschossen und weitgehend zerstört. Der Amtssitz wurde darauf in die Stadt Forchtenberg verlegt, lediglich der erhalten gebliebene große Gewölbekeller wurde nach 1680 noch erweitert und weiterhin zur Einlagerung des Weinzehnten genutzt. Der heute noch erhaltene Turm datiert aus der Zeit dieser Keller-Erweiterung und wurde mit Steinen aus den Schlossmauern errichtet. Außer dem Turm befanden sich einst auch noch Fruchtböden auf dem Keller.

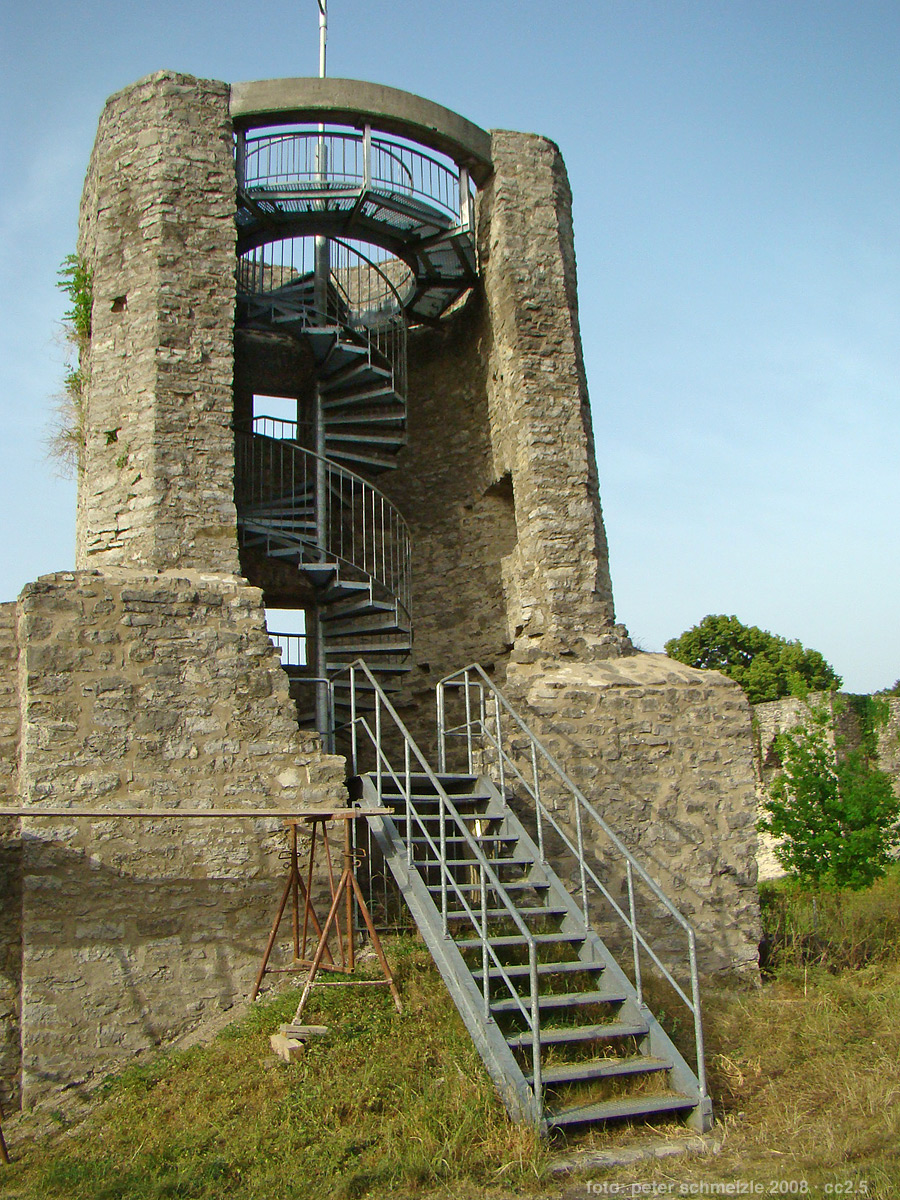
Der Turm auf dem Keller kann bestiegen werden

Um 1800 war die Anlage bereits wieder in stark reparaturbedürftigem Zustand. 1806 kam das Fürstentum Hohenlohe durch den Reichsdeputationshauptschluss an Württemberg, wodurch auch das hohenlohische Amt in Forchtenberg geschlossen wurde. Die nötigen Reparaturen unterblieben nun erst recht, letztlich verlor das Haus Hohenlohe jegliches Interesse an der Anlage und verkaufte sie um 1850 an den Hofküfer Carl Müller für 33 Gulden. In der Folgezeit wechselte mehrfach der Besitzer, die Anlage wurde als Steinbruch genutzt und verkam zusehends.
1929 erwarb der Kammerpräsident Kurt von Kleefeld die Anlage und investierte rund 10.000 Mark in deren Instandsetzung. Kleefeld beabsichtigte, die Anlage in einem Erbvertrag nach seinem Tode der Stadt Forchtenberg zu überschreiben, wanderte dann jedoch aufgrund seiner jüdischen Abstammung aus und verstarb 1934. Die Ruine kam in den Besitz eines Herrn Schöppler aus Esslingen. 1937 erwarb der Forchtenberger Sattlermeister Wilhelm Riehmann die Ruine und führte weitere Sicherungsmaßnahmen durch. In den 1960er-Jahren unterstützte das Landesdenkmalamt Sicherungsmaßnahmen an der einsturzgefährdeten Südmauer.
Im Jahr 1989 erwarb die Stadt Forchtenberg die Anlage und führte bis 1995 mit finanzieller Unterstützung des Landesdenkmalamts in Höhe von 1,3 Millionen Mark eine umfassende Sanierung und Sicherung durch. Die Ruine war seitdem öffentlich zugänglich und wurde für verschiedene Veranstaltungen genutzt. Seit im Juli 2012 ein Teil einer Mauer abbrach, musste die Burg vorübergehend für Besucher gesperrt werden. Stand Februar 2016 ist die Anlage wieder zugänglich und der 11,5 Meter hohe Turm mit seiner eingebauten Metalltreppe kann wieder als Aussichtsturm bestiegen werden.